# Karl Elgas
Karl Elgas, auch Karl Elgass, (* 3. Juni 1900 in Sankt Johann; † 4. Mai 1985 in Berlin (West)) war ein deutscher Politiker der KPD und in der Nachkriegszeit der SPD. Von den Nationalsozialisten als Kommunist verfolgt, verurteilt und im Zuchthaus und mehreren Konzentrationslagern festgehalten, war er nach seiner Freilassung Ende 1939 am Widerstand beteiligt.

## Leben
Karl Elgas besuchte die Volksschule. Später lebte er als Metallarbeiter in Berlin und gehörte dem Deutschen Metallarbeiter-Verband an. Nach dem Ersten Weltkrieg trat er 1919 in die Kommunistische Partei Deutschlands ein. In den folgenden Jahren absolvierte er Partei- und Gewerkschaftsschulen.
Am 21. Dezember 1932, einen Monat nach den Reichstagswahlen vom November 1932, kam Elgas im Nachrückverfahren für den ausgeschiedenen KPD-Abgeordneten Paul Albrecht in den Reichstag. Dort vertrat er bis zum März 1933 den Wahlkreis 2 (Berlin).
Nach der „Machtergreifung“ der Nationalsozialisten wurde Elgas als prominenter Kommunist verfolgt. Am 14. Juni 1933 in Breslau verhaftet, wurde Elgas zunächst im KZ Dürrgoy bei Breslau und dem dortigen Untersuchungsgefängnis inhaftiert. Am 15. August 1934 wurde er vom Volksgerichtshof wegen gemeinschaftlicher Vorbereitung zum Hochverrat und schwerer Urkundenfälschung zu drei Jahren Zuchthaus verurteilt. Mitangeklagte waren der Reichstagsabgeordnete Georg Schumann und die Landtagsabgeordnete Frieda Franz aus Breslau. Nach der Strafverbüßung in der Strafanstalt Luckau wurde Elgas in „Schutzhaft“ genommen und im KZ Lichtenburg und KZ Sachsenhausen festgehalten. In späteren Aufzeichnungen berichtete Elgas von wiederholten Misshandlungen, so sei er im Februar und März 1938 in Sachsenhausen über Wochen in einem Zellenbunker festgehalten und stundenweise an das Gitter des Zellenfensters angekettet worden. Am 20. April 1939 wurde Elgas auf Probe und unter Polizeiüberwachung entlassen, befand sich im November und Dezember 1939 jedoch erneut in „Schutzhaft“. Zuvor arbeitslos, fand er im Dezember 1939 eine Beschäftigung als Technischer Leiter einer Möbeltischlerei. Im Sommer 1940 wurde Elgas als „wehrunwürdig“ eingestuft. Nach eigenen Angaben engagierte Elgas sich während des Zweiten Weltkriegs in der Widerstandsgruppe „Neu Beginnen“.
Nach dem Zweiten Weltkrieg wandte Elgas sich vom Kommunismus ab. 1945 wurde er stellvertretender Bezirksbürgermeister von Treptow, 1946 stellvertretender Bezirksbürgermeister von Berlin-Mitte. Er trat in die Sozialdemokratische Partei Deutschlands ein. 1948 floh er in den Westen. Von 1959 bis 1967 war Elgas Mitglied des Abgeordnetenhauses in Berlin.

## Nachlass
Elgas’ Nachlass wird heute im Archiv der sozialen Demokratie aufbewahrt. Der Nachlass besitzt einen Umfang von 1,20 laufenden Regalmetern und umfasst Materialien aus den Jahren von 1918 bis 1983. Darunter finden sich persönliche Unterlagen, Korrespondenzen und Materialien, vor allem Niederschriften, betreffend die NS-Zeit, Konzentrationslager und die „Neu Beginnen“-Gruppe.